# 고수 (1997년 영화)
"고수"(高手, High-Grade Player)는 한국에서 제작된 김춘식 감독의 1997년 액션 영화이다. 오동영 등이 주연으로 출연하였고 이원정 등이 제작에 참여하였다.

## 출연

### 주연
- 오동영
- 김지은
- 우승봉
- 원진

### 조연
- 김춘식
- 양해길
- 이인섭
- 심재원
- 서장석
- 최명호
- 김성돈
- 김재원
- 이무룡
- 조주현
- 장정국
- 최성
- 김광수
- 정봉연
- 김소영

## 기타
- 조명: 박성대
- 녹음: 이병하
- 녹음: 오원철
- 녹음: 김범수
- 의상: 신경심
- 무술감독: 박광설